# WinGroove
WinGroove（ウイングルーヴ）とは、Windowsで動作するシェアウェアのソフトウェア・シンセサイザーである。
1995年に初めてリリースされ、MIDIに対応したサウンドカードやハードウェア音源がなくともMIDIの演奏ができるという特徴を持つ。また、独自のMIDI音源を備えており、一部のWindowsに標準で添付されているMicrosoft GS Wavetable SW Synthよりも多様な音を出すことができる。
1998年にリリースされたWinGroove version 0.9Fシリーズに、インターネット上で不正に出回っているIDとパスワードを入力すると、ハードディスクの内容を一部消去するプログラム（ロジックボム）が実行されるという機能が含まれていた。作者は不正使用対策のテストバージョンを誤って配布したものと説明している。